# 23401 Brodskaya
23401 Brodskaya este un asteroid din centura principală de asteroizi.

## Descriere
23401 Brodskaya este un asteroid din centura principală de asteroizi. A fost descoperit pe 25 iulie 1968 la Cerro El Roble de G. A. Plyugin și Yu A. Belyaev. Asteroidul prezintă o orbită caracterizată de o semiaxă mare de 2,19 ua, o excentricitate de 0,19 și o înclinație de 4,7° în raport cu ecliptica.